# 塔利內區
塔利內區（烏克蘭語：Тальнівський район）是位於烏克蘭中部切爾卡瑟州的舊區，行政中心設於塔利內，並於2020年被撤銷。該區面積909.7平方公里，2015年人口34,779，人口密度每平方公里38.23人。
1. ↑  . Міністерство розвитку громад та територій України.   [2022-05-24]. （原始内容存档于2022-02-25） （乌克兰语）.